# La Cortada dels Llucs
La Cortada dels Llucs es una masía de Santa Maria de Merlès (Barcelona, España) declarada bien cultural de interés nacional.

## Descripción
Masía de planta rectangular con cubierta a doble vertiente. La masía está flanqueada por una torre maciza de origen medieval y cubierta a cuatro vertientes. La edificación está reforzada por unas torretas. Todas las puertas son adoveladas y las ventanas tienen dinteles macizos. Todo el recinto está rodeado por un muro y tiene la aparcería hacia tramontana. La salida combina la piedra de los gruesos pilares y la madera del balcón.

## Historia
La Cortada del Llucs es una antigua masía del siglo XVII, ampliada en el siglo XVIII. Los Cortada, residentes en Vich, fueron activos en todas las guerras de la Edad Moderna. Durante la Guerra de Sucesión, fueron activos en el bando del archiduque Carlos de Austria. En 1714, acabada la guerra, la pubilla de la Cortada se casó con Josep d'Oriola i de Guanter, de la casa solariega de Can Rama en Ripoll; se juntaron así dos grandes patrimonios. El descendiente de este matrimonio fue alcalde de Vich y maestre de Ronda, caballero de la orden de Carles III y jefe político liberal. Isabel II otorgó a la familia el título de conde del Valle de MArlés, ostentado en los años 1980 por el propietario, Antoni Oriola-Cortada.